# هانور (انتاریو)
هانور (به انگلیسی: Hanover) یک منطقهٔ مسکونی در کانادا است که در شهرستان گری، انتاریو واقع شده‌است. هانور ۷٬۶۸۸ نفر جمعیت دارد و ۲۷۰٫۰۰ متر بالاتر از سطح دریا واقع شده‌است.